# 学術図書出版社
株式会社学術図書出版社（がくじゅつとしょしゅっぱんしゃ、英: Gakujutsu Tosho Shuppan-sha Co.,Ltd.）は、大学・短期大学・専門学校向けの教科書を出版する出版社。